# Жінки для втіхи

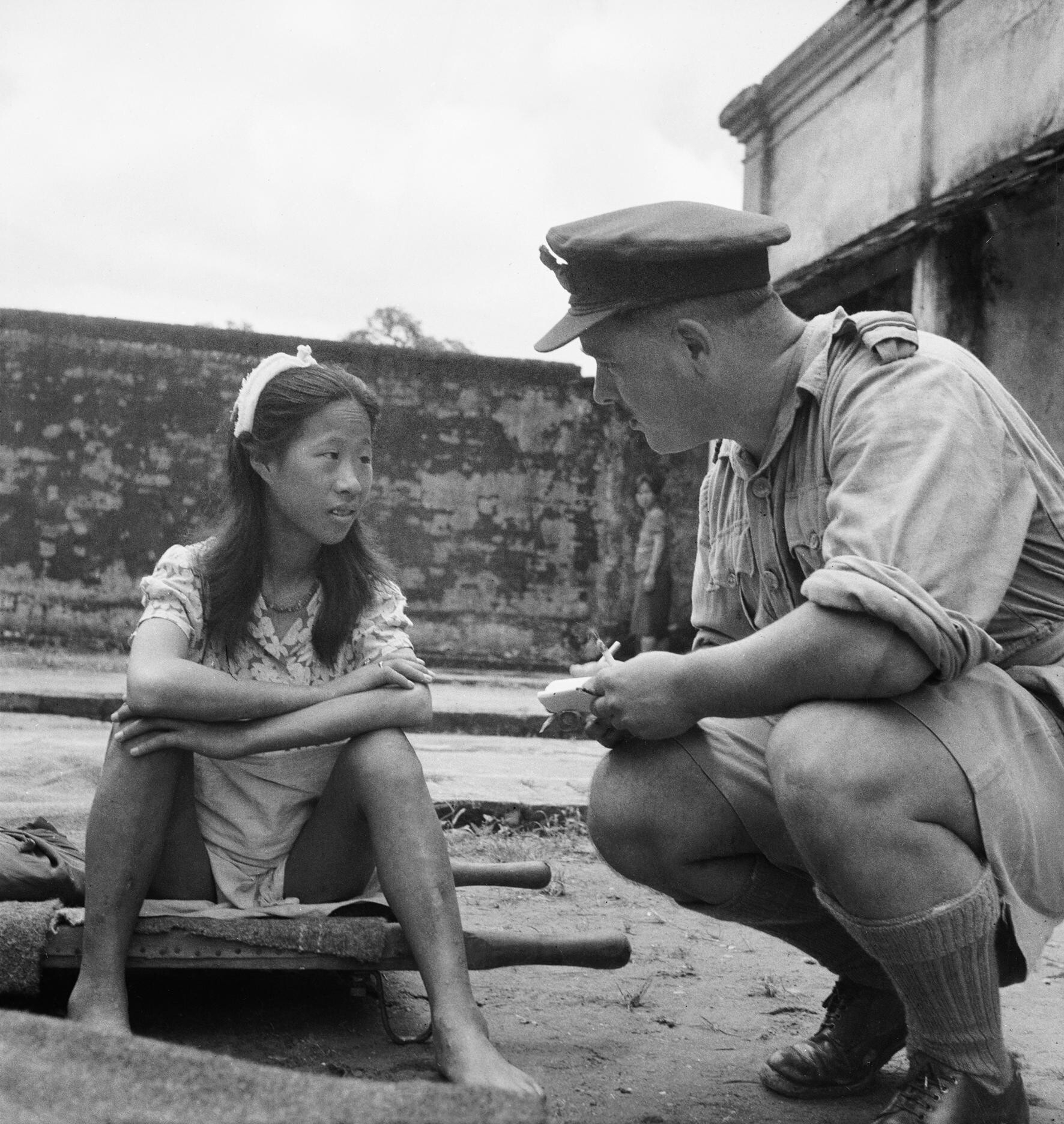
Китайська дівчинка зі «станції втіхи» та інтерв'юер коаліції. Рангун, М'янма. 8 серпня 1945

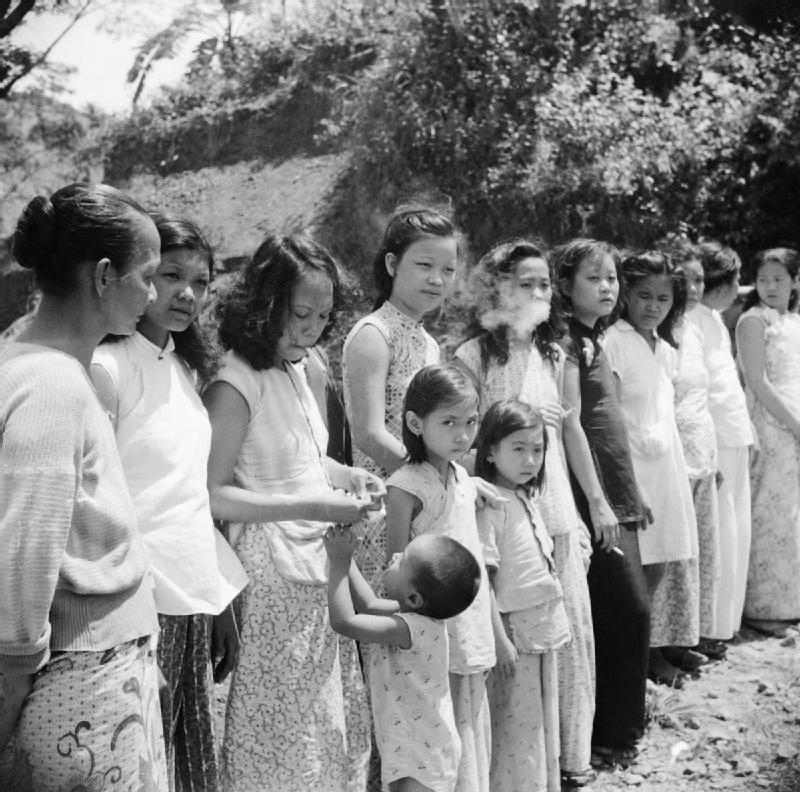
Китайські та малайські дівчата з під час деокупації Андаманських островів, 1945

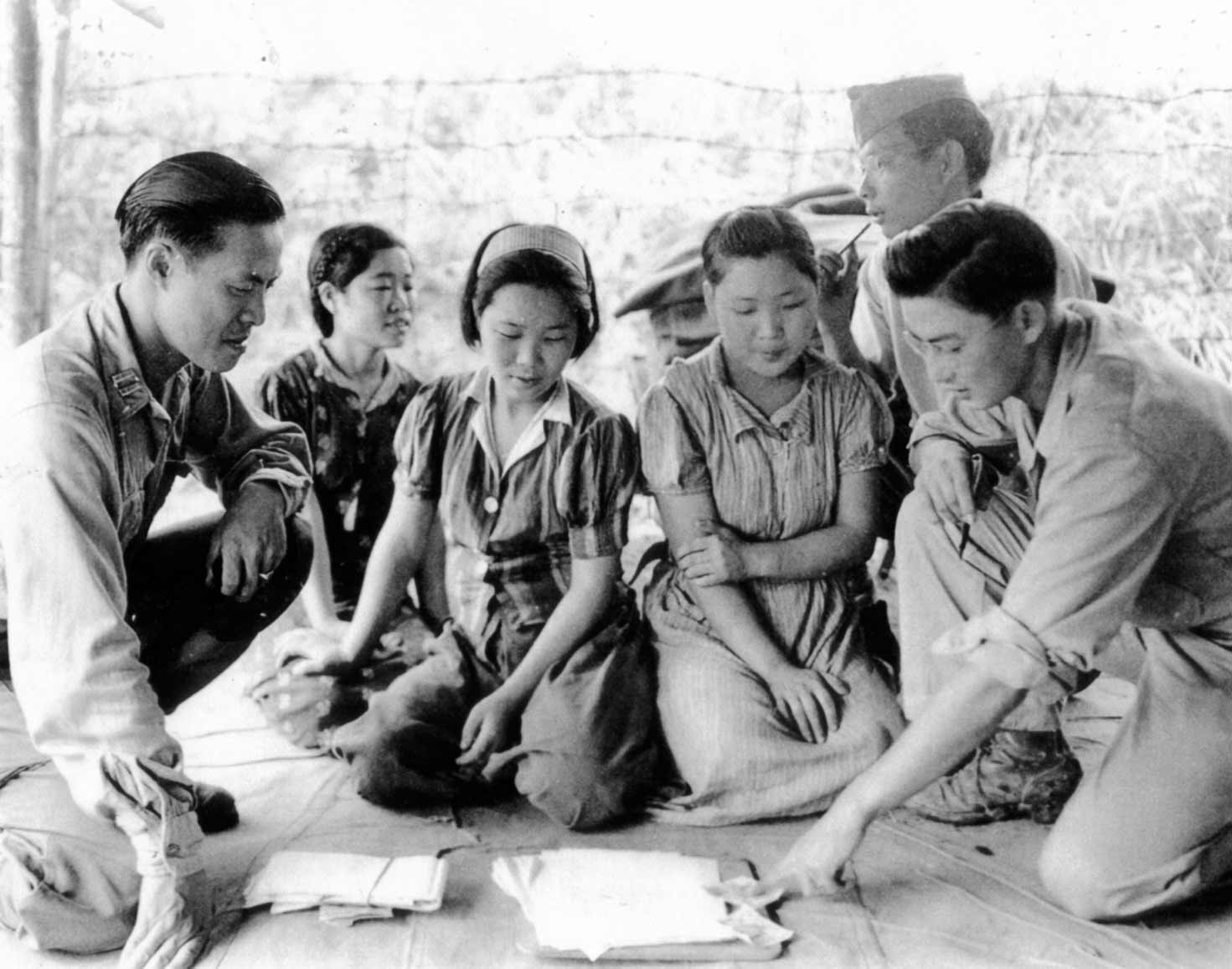
Три корейські «жінки для втіхи», визволені армією США в Бірмі в серпні 1944 року

Жінки для втіхи (англ. Comfort women та comfort girls) — жінки та дівчата, примусово залучені в сексуальне рабство Імперською армією Японії на окупованих нею територіях до та під час Другої світової війни. За різними підрахунками від 45 до понад 400 тисяч жінок пройшли через так звані станції втіхи — військові борделі для японських солдатів та офіцерів.
Від початку функціонування «станцій втіхи» до них залучали японських проституйованих жінок, нібито з метою знизити воєнне сексуальне насильство, проте зі зростанням чисельності армії кількість борделів на окупованих територіях так само зросла й до них стали залучати місцевих мешканок. Формально японське законодавство передбачало добровільне залучення жінок від 21 року до «станцій втіхи», проте насправді жінок перетворювали в секс-рабинь проти їхньої волі. У таких борделях жінки зазнавали зґвалтувань, потерпали від голоду, венеричних хвороб та нелюдського ставлення.
Більшість жінок та дівчат походила з Кореї, Китаю та Філіппін. Також з Британської Бірми, Таїланду, В'єтнаму, Британської Малайї, Маньчжурської держави, Тайваню та інших територій. Було експлуатовано й незначну кількість європейок.
Тема «жінок для втіхи» є складною у відносинах Японії з державами, які перебували під її окупацією та звідки походили поневолені жінки (особливо з Китаєм та Південною Кореєю). Японський уряд неодноразово заперечував примусовий характер залучення жінок до військових борделів. 2015 року японський уряд офіційно вибачився перед «жінками для втіхи» та перерахував до південнокорейського фонду допомоги колишнім бранкам 1 мільярд єн.